# 인근의 다른 천체를 일소
자신 궤도 인근의 다른 천체를 일소(영국 영어: Clearing the neighbourhood around its orbit)는 2006년 도입된 국제천문연맹의 행성의 정의에 사용되는 행성의 조건 3가지 중 하나이다. 2015년 이 정의를 외계 행성으로 확장하자는 제안이 제시되었다.
행성 형성의 마지막 단계에서 행성은 (정의에 따르면) 자신이 위치한 궤도 근방 "주변의 천체를 일소"하게 되며, 그 궤도에서 중력적으로 지배적인 천체가 된다. 행성의 다른 조건을 만족하지만 인근의 다른 천체를 일소하지 못한 대형 천체는 왜행성으로 분류되며, 대표적인 예시는 해왕성의 중력적 영향 하에 놓여있는 명왕성이다. 국제천문연맹의 정의에서는 특정한 수치나 산출 방법을 정의하지는 않았지만, 국제천문연맹이 공인한 행성 8개는 왜행성이나 왜행성 후보 천체에 비해 일소 정도의 크기 정도가 매우 크다.
"인근의 다른 천체를 일소"라는 용어는 2000년 국제천문연맹 총회에서 행성과학자 앨런 스턴과 해롤드 레비슨이 발표한 내용에서 유래하였으며, 항성을 도는 천체가 궤도 주변의 미행성을 "정리"하였는지를 질량과 공전 주기를 통해 측정하려는 내용이었다. 스티븐 소터는 이 내용을 "역학적 지배"라고 표현하였으며, 장 뤽 마고는 이러한 용어에 오해의 소지가 있다고 주장하였다.
사실 8개 행성뿐만 아니라 34개의 해왕성 바깥 천체인 왜행성 후보들도 이 조건을 만족한다. 왜냐하면 해당 천체들은 장주기 혜성에 영향을 미치기 때문이다.

## 정의
"인근의 다른 천체를 일소"는 행성이나 원시 행성이 중력적으로 궤도 주변의 작은 천체와 상호작용하며 궤도 주변을 "쓸어내는" 행위를 일컫는 말로, 장기적으로 작은 천체는 강착되어 사라지거나, 다른 궤도로 섭동되거나, 위성으로 포획되거나, 공명 포획되어, 궤도 주변에 다른 천체가 남지 않게 된다. 궤도를 침범하지만 중력적으로 귀속되어 있는 경우도 있는데, 대표적으로 목성의 목성 트로이군, 지구의 3753 크뤼트네, 해왕성의 명왕성족이 있다. 필요한 궤도 일소의 정도에 대해 마고는 "중력과 복사압으로 인해 행성의 궤도는 소행성과 혜성이 지속적으로 교란하기 때문에 결코 궤도 주변을 완전히 일소할 수 없다"라고 강조하였으며, 국제천문연맹에서 의도한 궤도 일소의 정의는 궤도가 완벽히 깔끔한 상태를 가리키는 것이 아니라고 주장했다.

### 스턴-레비슨의Λ
앨런 스턴과 해롤드 레비슨은 "행성체가 주변 지역을 통제하는지"를 결정하는 알고리즘을 발표하였다. 우주의 나이에 걸친 시간 동안 천체가 궤도 주변의 소천체를 궤도 밖으로 산란시킬 수 있는 능력을 Λ(람다)로 수치화하였으며, Λ는 다음으로 정의되는 차원이 없는 값이다.
{\displaystyle \Lambda ={\frac {m^{2}}{a^{\frac {3}{2}}}}\,k}
m은 천체의 질량, a는 천체의 궤도 긴반지름, k는 산란되는 천체의 궤도 요소와 산란되는 각도를 표현한 함수이다. 태양계의 경우 태양으로부터의 거리가 정해지면 k의 값에는 큰 차이가 나지 않는다. Λ > 1 이라면 궤도 주변의 천체를 정리했을 가능성이 높음을 뜻한다.
스턴과 레비슨은 이 수치를 통해 둥근 천체를 궤도를 정리한 행성인 윗행성(독일어: überplanet)과 궤도를 정리하지 못한 아랫행성(독일어: unterplanet)으로 구분하였다. 윗행성은 현재의 8개 행성에 해당하며, 아랫행성은 왜행성과 유사하다.

### 소터의µ
스티븐 소터는 관측을 기반으로 한 값 µ(뮤)를 제안했으며, "행성 판별식"으로 칭했다. µ는 다음으로 정의되는 차원이 없는 값이다.

{\displaystyle \mu ={\frac {M}{m}}}

M은 판별 대상이 되는 천체의 질량, m은 같은 "궤도 지역"을 도는 모든 천체 질량의 합이다. 같은 "궤도 지역"의 천체는 궤도 중심체로부터의 거리가 유사하고, 공전 주기가 10분의 1 ~ 10배 사이인 천체로 정의된다. 공전 주기가 비슷한 천체 중 혜성은 제외하여 계산하지만, 혜성의 총 질량 합은 무시할 수 있을 정도로 작기 때문에 결과에는 거의 영향이 없다.
소터는 µ > 100일 경우 행성의 조건을 만족한다고 보았다.

### 마고의 Π
쟝 뤽 마고는 궤도 긴반지름과 천체 및 항성의 질량을 사용한 수치 Π(파이)를 제안했다. 스턴-레비슨의 Λ와 유사하게 Π는 궤도에서 주변 천체를 바깥으로 산란시키는 능력을 나타내는 수치이지만, Π는 순전히 이론에 기반한 식으로 계산되며 Λ처럼 실험으로 알아내야 하는 비례 상수가 없다. 사용하는 변수의 단순성을 통해 Π는 외계 행성에도 사용할 수 있다.
{\displaystyle \Pi ={\frac {m}{M^{\frac {5}{2}}a^{\frac {9}{8}}}}\,k}
m은 천체의 질량을 지구질량으로 나타낸 값, a는 천문단위로 나타낸 궤도 긴반지름, M은 항성의 질량을 태양질량으로 나타낸 값, k는 Π > 1인 천체가 궤도 주변을 정리할 수 있다고 판단하게끔 도와주는 비례 상수로, k의 값은 궤도 주변을 정리하는 데 걸리는 소요 시간을 얼마로 책정하냐에 따라 달라진다. 마고는 힐 권 반지름의 {\displaystyle 2{\sqrt {3}}}배만큼 밀려나야 하고, 소요 시간은 중심 항성의 주계열 소요 시간으로 잡았다. 주계열에 100억 년 간 머무르는 항성의 경우 k = 807이 된다. 천체가 Π > 1을 만족한다면 궤도 주변의 천체를 일소하였다고 판단할 수 있다.
Π는 Λ와 다르게 주계열성의 수명을 사용하기 때문에, 항성이 사라지기 전에 실제로 궤도를 정리할 수 있는지의 여부를 더욱 직접적으로 나타낸다. Π는 궤도가 원 궤도인 것으로 가정하여 계산하며, 타원 궤도의 경우는 아직 일반화되지 않았지만, 마고는 값이 크기 정도가 같은 정도로 유사할 것이라고 예상하였다.

## 수치
밑의 표는 마고의 Π 값의 크기에 따라 배열한 태양계의 행성으로, 국제천문연맹이 공인한 행성 8개는 모두 Π의 값이 1보다 크며 왜행성 4개는 모두 1보다 작다. 또한 스턴-레비슨의 Λ 또한 행성은 모두 1보다 크고 왜행성은 1보다 작으며, 소터의 µ도 행성은 100보다 크고 왜행성은 100보다 작다. Π = 1 및 Λ = 1이 되는 거리는, 해당 천체가 어느 지점에 있으면 행성과 왜행성의 여부가 바뀌는지를 나타낸 것이다.
| 순위                     | 이름     | 마고의 Π | 소터의 µ | 스턴-레비슨의 Λ | 질량 (kg)   | 천체의 종류 | Π = 1 거리 (AU) | Λ = 1 거리 (AU) |
| ------------------------ | -------- | -------- | -------- | --------------- | ----------- | ----------- | --------------- | --------------- |
| 1                        | 목성     | 4.0×104  | 6.25×105 | 1.30×109        | 1.8986×1027 | 5번째 행성  | 64,000          | 6220000         |
| 2                        | 토성     | 6.1×103  | 1.9×105  | 4.68×107        | 5.6846×1026 | 6번째 행성  | 22,000          | 1,250,000       |
| 3                        | 금성     | 9.5×102  | 1.3×106  | 1.66×105        | 4.8685×1024 | 2번째 행성  | 320             | 2,180           |
| 4                        | 지구     | 8.1×102  | 1.7×106  | 1.53×105        | 5.9736×1024 | 3번째 행성  | 380             | 2,870           |
| 5                        | 천왕성   | 4.2×102  | 2.9×104  | 3.84×105        | 8.6832×1025 | 7번째 행성  | 4,100           | 102,000         |
| 6                        | 해왕성   | 3.0×102  | 2.4×104  | 2.73×105        | 1.0243×1026 | 8번째 행성  | 4,800           | 127,000         |
| 7                        | 수성     | 1.3×102  | 9.1×104  | 1.95×103        | 3.3022×1023 | 1번째 행성  | 29              | 60              |
| 8                        | 화성     | 5.4×101  | 5.1×103  | 9.42×102        | 6.4185×1023 | 4번째 행성  | 53              | 146             |
| 9                        | 세레스   | 4.0×10−2 | 0.33     | 8.32×10−4       | 9.43×1020   | 왜행성      | 0.16            | 0.024           |
| 10                       | 명왕성   | 2.8×10−2 | 0.08     | 2.95×10−3       | 1.29×1022   | 왜행성      | 1.70            | 0.812           |
| 11                       | 에리스   | 2.0×10−2 | 0.10     | 2.15×10−3       | 1.67×1022   | 왜행성      | 2.10            | 1.130           |
| 12                       | 하우메아 | 7.8×10−3 | 0.02     | 2.41×10−4       | 4.0×1021    | 왜행성      | 0.58            | 0.168           |
| 13                       | 마케마케 | 7.3×10−3 | 0.02     | 2.22×10−4       | ~4.0×1021   | 왜행성      | 0.58            | 0.168           |
| 참고: 1 광년 ≈ 63,241 AU |          |          |          |                 |             |             |                 |                 |

## 반론

카이퍼대의 천체를 거리와 궤도 경사에 따라 표시한 도표로, 빨간색으로 표시된 천체는 해왕성과 궤도 공명이 일어나는 천체이다. 명왕성은 빨간색 천체 지역에 있는 큰 원으로 표시되어 있으며, 해왕성과 2:3 궤도 공명이 일어난다.

뉴 허라이즌스 탐사선의 책임자인 스턴은 명왕성의 격하에 반대한 대표적인 사람이다. 스턴의 주장은 지구도 궤도 주변에 만 개가 넘는 근지구 소행성이 있고, 목성은 궤도에 10만 개 이상의 트로이군이 존재하며, 또한 "해왕성이 궤도 주변을 정리했다면 명왕성이 존재하지 않을 것"이라고 표현하며, 궤도 주변 천체를 일소하지 못했다는 이유로 명왕성을 격하하는 것은 부당하다는 것이다.
하지만 스턴 스스로가 행성 판별식을 개발자하는 데 기여했으며, 다른 행성에 비해 명왕성의 수치가 작다는 점이 명왕성의 격하를 뒷받침하는 증거 중 하나로 작용하고 있다. 스턴은 자신의 식으로 행성을 결정하는 것을 거부하며, 행성의 정의를 역학적으로 하기보다는 더 본질적인 속성을 사용하자는 의견을 표현했다.

## 같이 보기
- 국제천문연맹의 행성의 정의
- 중행성